# Alberto Turrado
Alberto Turrado Álvarez (2004) es un deportista español que compite en salvamento y estableció un récord del mundo, en categoría júnior, en la prueba de 100m socorrista.